# Жорж Блон
Жан-Мари Эдик (Jean-Marie Hoedick), псевдоним Жорж Блон (фр. Georges Blond; 11 июля 1906, Марсель — 16 марта 1989, Париж) — французский писатель и журналист, автор популярной в СССР серии исторических книг «Великий час океанов».
Получил образование как инженер-кораблестроитель в Марселе. В 1940 году, будучи мобилизован, участвовал в битве за Францию. В составе англо-французских войск был интернирован в Великобританию, однако предпочёл вернуться на юг Франции, где, симпатизируя фашизму ещё с 1930-х, занимался публицистикой с позиций, близких вишистскому режиму, в частности сотрудничал в коллаборационистском журнале Je suis partout.
После окончания войны попал под следствие и до 1949 года был поражён в гражданских правах. Приобрёл популярность историко-приключенческими книгами на морские темы, которые публиковал под псевдонимом «Жорж Блон».

## Избранные сочинения
- Пираты Флибустьерского моря
- Одиссея авианосца «Энтерпрайз»
- Великий час океанов
  - Флибустьерское море
  - Средиземное море
  - Индийский океан
  - Атлантический океан
  - Тихий океан
  - Полярные моря
- Война в океанах 1939—1945
- Ангел мёртвой реки
- Петен. Биография
- Полина Бонапарт
- Пираты, корсары, флибустьеры
- Blond Georges. Philippe Pétain. Encyclopaedia Britannica. Дата обращения: 12 августа 2020. Архивировано 8 августа 2020 года.

## Источник
- Предисловие // Пираты Флибустьерского моря. — М.: Отечество, 1993. — (Серия «Галс») — 512 с. — ISBN 5-7707-3628-3